# Знания и мир (журнал)
«Знания и мир» (укр. Знання і світ) — російськомовний інформаційно-пізнавальний журнал, який виходив в Україні протягом трьох років (з жовтня 2003 року по грудень 2006). Всього вийшло 151 номерів журналу. Видавець — ДП «Амерком Україна». Тираж першого номера — 250 тисяч екземплярів, 125-го — 50 тисяч, останнього — 50 тисяч. Друкувався на типографії «Новий друк» у місті Києві. Останнім головним редактором був Володимир Литвиненко.
У кожному номері було 7 розділів на такі тематики:
- Флора та фауна
- Події та люди
- Людина
- Наша планета
- Наука і техніка
- Світ мистецтва
- Атлас світу